# Dorfkirche Münchengosserstädt

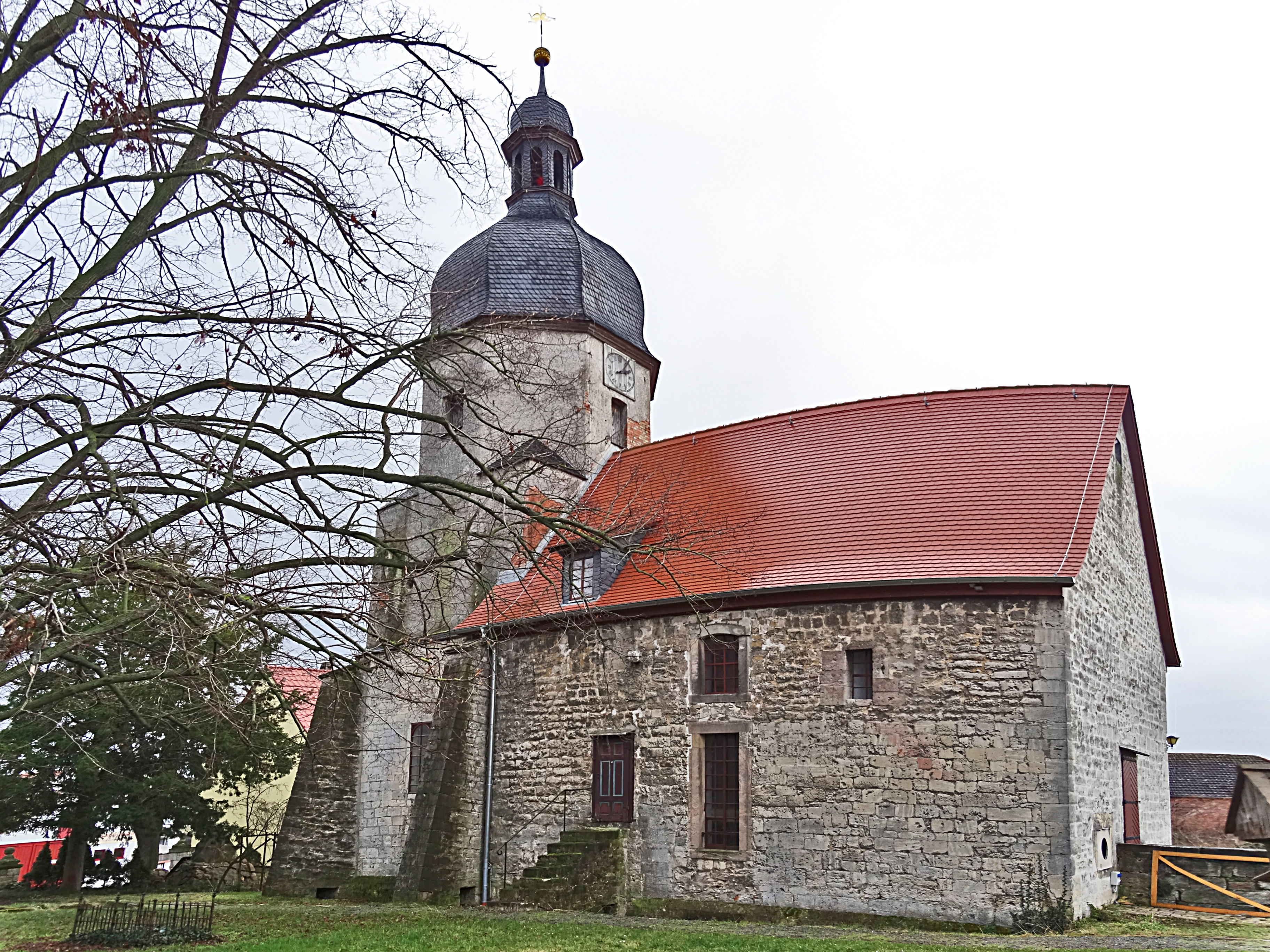
Die Kirche

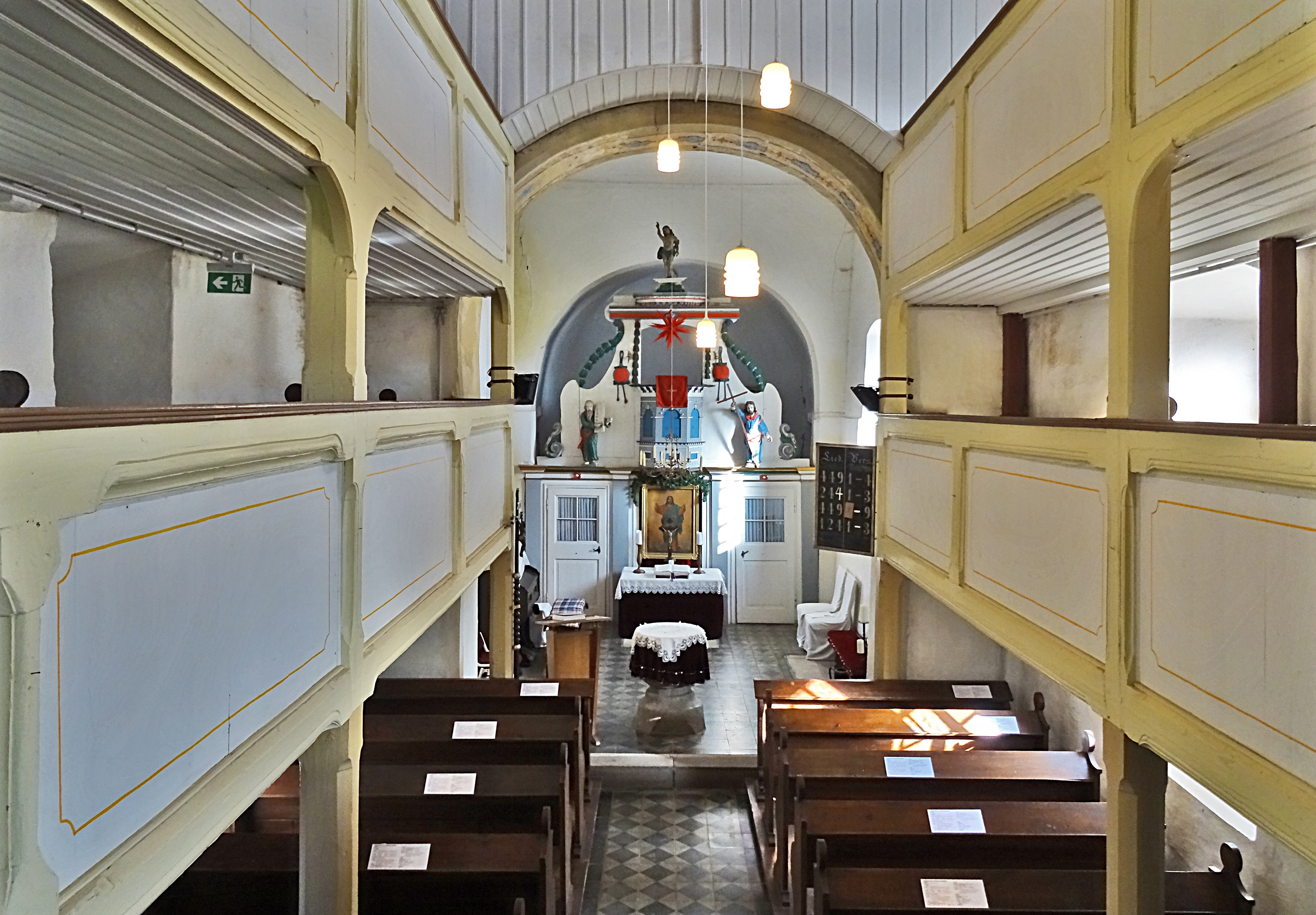
Innenansicht

Die Dorfkirche Münchengosserstädt steht im Ortsteil Münchengosserstädt der Stadt Bad Sulza im Landkreis Weimarer Land in Thüringen. Sie gehört zum Pfarrbereich Dorndorf-Steudnitz im Kirchenkreis Eisenberg der Evangelischen Kirche in Mitteldeutschland.

## Geschichte
Die romanische Saalkirche ist im 12. Jahrhundert entstanden und wurde im Jahre 1219 von Markgraf Dietrich dem Bedrängten an das Nonnenkloster Eisenberg verschenkt. Der wohl im 13. Jahrhundert errichtete Bau mit Chor und Apsis wurde nach einem Brand 1643–1646 wieder aufgebaut und der Chor mit einem Turmaufsatz versehen. Die Fenster- und Türöffnungen sowie die Stützpfeiler am Turm sind jünger.
Im Inneren befinden sich Ausstattungen aus dem 17. und 18. Jahrhundert. Dreiseitige zweigeschossige Emporen besitzt das Gotteshaus im hölzernen Tonnengewölbe. Der Kanzelaltar besitzt volkstümliche Schnitzfiguren, links Moses und rechts Jesus, über der Kanzel der Auferstandene.

## Orgel

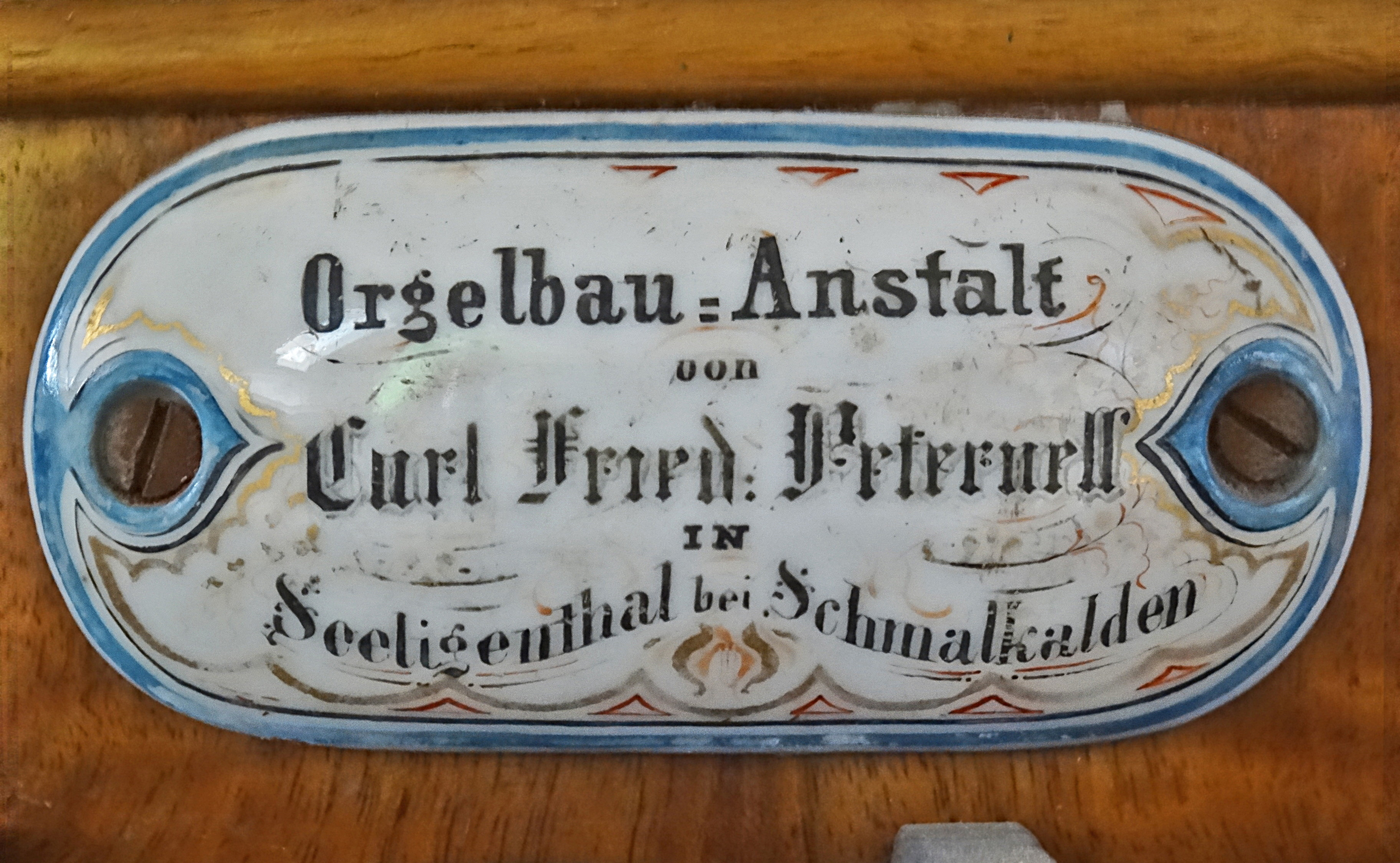
Firmenplakette von Carl Friedrich Peternell

Die Orgel auf der zweiten Empore ist von Karl-Friedrich Peternell aus Seligenthal hergestellt und aufgestellt worden. Es handelt sich um ein fast original erhaltenes Werk. 
| Standort:             | 2. Empore Westseite                                    |
| Erbauer:              | Carl Friedr. Peternell / Seeligenthal bei Schmalkalden |
| Baujahr:              | 1852                                                   |
| Außenmaße:            | H: 355 cm, B: 345 cm, T: 255 cm ohne Ped.              |
| Prospekt:             | 7 Felder, Zink, Prinzipal 8′                           |
| Anzahl der Werke:     | 3 (Hauptwerk, Oberwerk und Pedal)                      |
| Anzahl der Windladen: | 2 mechanische Schleifladen                             |
| Trakturen:            | mechanisch                                             |
| Windanlage:           | 2 Keilbälge                                            |
| Winderzeuger:         | nicht vorhanden                                        |
| Stimmung:             | gleichstufig                                           |
| Anzahl der Register:  | 14                                                     |

Die originalen Zinnpfeifen wurden durch Zink ersetzt. Die Orgel ist nicht mehr spielbar. Das Instrument ist zudem stark durch Holzwurmbefall gefährdet.

### Disposition

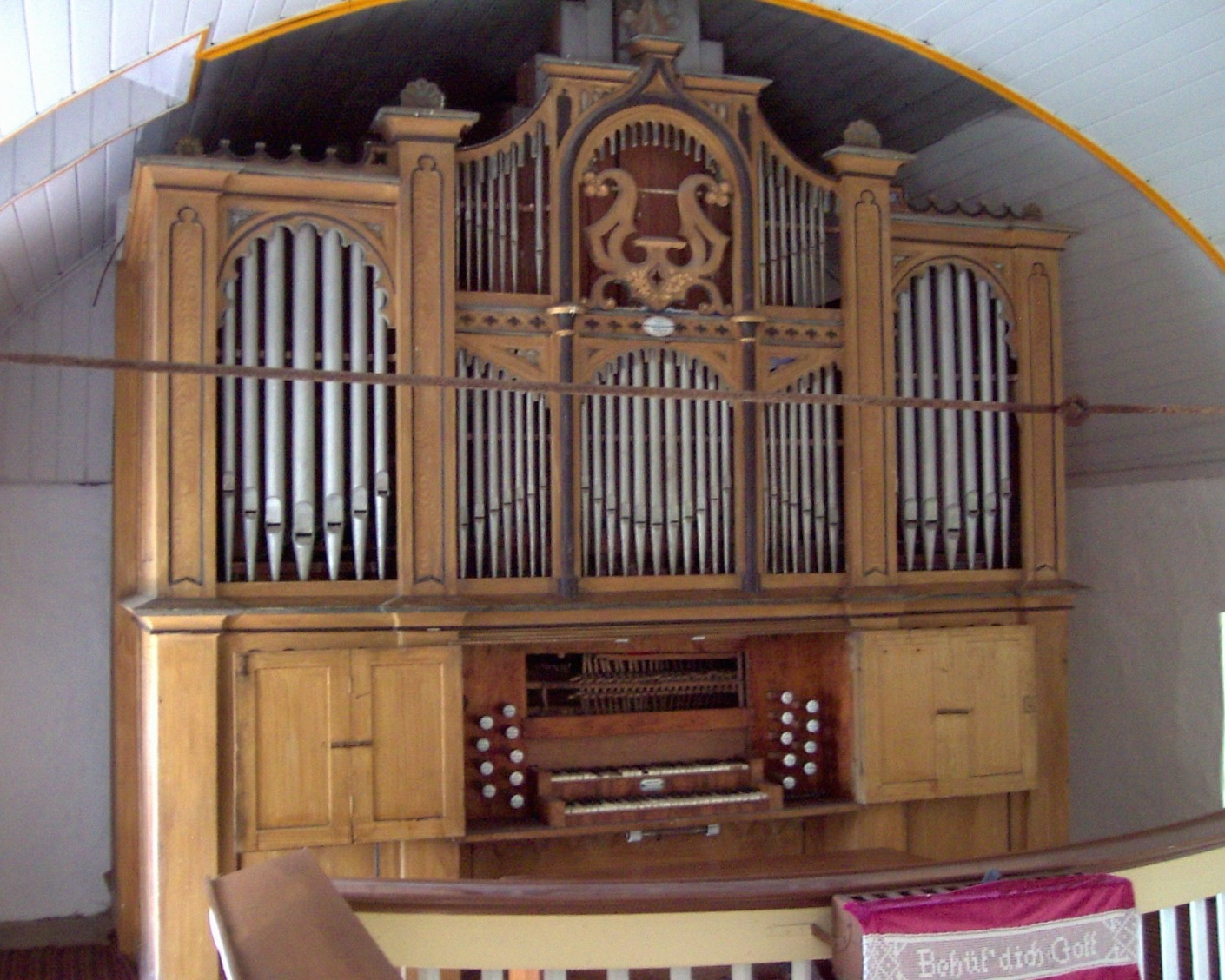
Peternell-Orgel

| I Hauptwerk C–e3 |                |    |
| 1.               | Principal      | 8′ |
| 2.               | Viola di Gambe | 8′ |
| 3.               | Bordun         | 8′ |
| 4.               | Gemshorn       | 4′ |
| 5.               | Octave         | 2′ |
| 6.               | Mixtur 3f      | 2′ |

| II Oberwerk C–e3 |                |    |
| 1.               | Liebl. Gedackt | 8′ |
| 2.               | Flöte dolce    | 8′ |
| 3.               | Principal      | 4′ |
| 4.               | Hohlflöte      | 4′ |
| 5.               | Cornett 3f     |    |
|                  | Tremulant      |    |

| Pedal C–d1 |              |     |
| 1.         | Subbaß       | 16′ |
| 2.         | Violonbaß    | 16′ |
| 3.         | Principalbaß | 8′  |

- Koppeln: II/I, I/P, II/P
- Calicantenzug

### Geschichte der Orgel

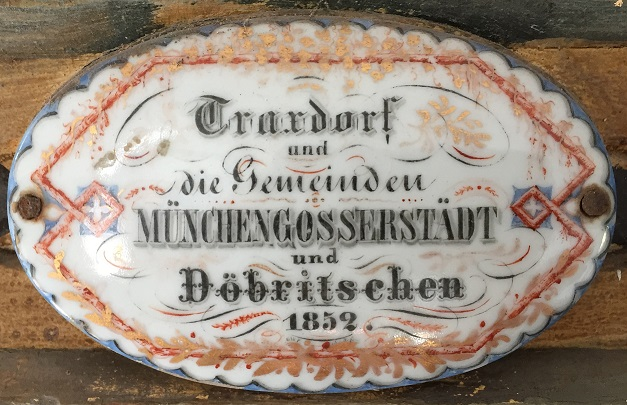
Stifterplakette von 1852

Lange Zeit musste die Kirchgemeinde Münchengosserstädt auf eine neue Orgel warten. Da ein solches Instrument damals sehr teuer war und viele Umbauarbeiten in der Vergangenheit fast alle finanziellen Mittel verbraucht hatten, stand die Gemeinde vor einem Problem. Die zu der Zeit sich noch in Gebrauch befindliche Orgel war alt, und wenn man zeitgenössischen Berichten glauben kann, kaum noch zu bespielen. Sie war im Jahr 1707 alt und gebraucht aus der Kirche von Camburg gekauft worden. Kein Wunder, dass sie nicht mehr funktionieren wollte, nach über 150 Jahren! 
Im Jahr 1820 spendete der Einwohner J. C. Traxdorf 100 Taler zur Gründung eines Fonds für eine neue Orgel. Aber erst um 1852 scheint genug Geld vorhanden gewesen zu sein, denn nach dem Bericht des damaligen Pfarrers Carl Hölzer, begannen die Arbeiten. Es mussten schließlich erst Vorarbeiten geleistet werden, wie Umbau der Emporen, um Platz und Deckenhöhe zu schaffen. Dazu musste die ganze Westempore geändert werden und der „Stuhl“ des Rittergutsbesitzers verlegt werden. Mit der Erbauung der neuen Orgel wurde die Firma Peternell aus Seligenthal bei Schmalkalden beauftragt. Diese schloss die Arbeiten im Jahr 1854 ab. 
Zu den Kosten berichtet Pfarrer Hölzer: „Der Aufwand zur neuen Orgel wurde bestritten mit 300 Thlr. von der Fam. Traxdorf, mit 61 Thlr. gestiftet von C. Mylius, dem Sohne eines früheren Lehrers und den Gemeinden Münchengoserstädt und Döbritschen.“ (die Gemeinde Döbritschen war damals in der Münchengosserstädter Kirche mit eingepfarrt). Diese Orgel funktionierte nach Auskunft früherer Gemeindemitglieder hervorragend und hatte einen sehr guten Klang. Bis etwa um 1957/1959 war sie voll funktionsfähig. Danach wurde sie kaum noch bespielt. Es folgte eine Zeit, in der kaum noch Gottesdienste gehalten wurden, es gab oft Pfarrerwechsel, Einbrüche, Zerstörungen, auch der Fenster. Der Verfall des Windwerks, Vogeldreck und eindringendes Regenwasser haben sicherlich zu dem heutigen Zustand dieses wertvollen Instrumentes mit beigetragen.
Inzwischen gibt es eine Initiative zur Restaurierung der Orgel. Das Projekt erfährt logistische und finanzielle Unterstützung durch Vereine wie den Heimatverein und den Feuerwehrverein sowie die politische Gemeinde. Unterstützend tätig sind auch Einzelpersonen wie Prof. Dr. Herbert Schmidt von der Hochschule für Musik "FRANZ LISZT" Weimar.